# Útek
Útek je nit, která se provléká v příčném směru
- k osnově tkaniny, se kterou tvoří společnou vazbu, stabilizuje polohu osnovních nití a zaplňuje plochu textilie[1]
- k pletenině tak, že je pouze uchycena do kliček, aniž s nimi tvoří společnou vazbu[2]
- k netkané textilii tak, že se pokládá na osnovu, se kterou ji spojují proplétací niti.[3]

V angličtině a v jiných jazycích se používá pro všechny zátažné a ručně zhotovené pleteniny odborné označení „pletenina z útku“ (weft knit).

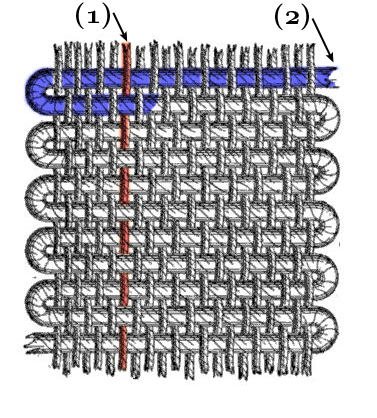
Schéma osnovy (1) se zatkávaným útkem (2)

## Materiál
Útkové příze mohou být vyrobeny ze všech známých textilních materiálů, jsou většinou měkčí (s nižším zákrutem než osnova), ke zpracování na plošné textilie se předkládají nasoukané na cívkách vhodných formátů.
Barvení materiálu se provádí zpravidla na cívkách (v barvicích aparátech), filamenty jsou zčásti barveny při zvlákňování ve hmotě, materiál na některé vlnařské příze se barví v česanci.

## Zanášení útku

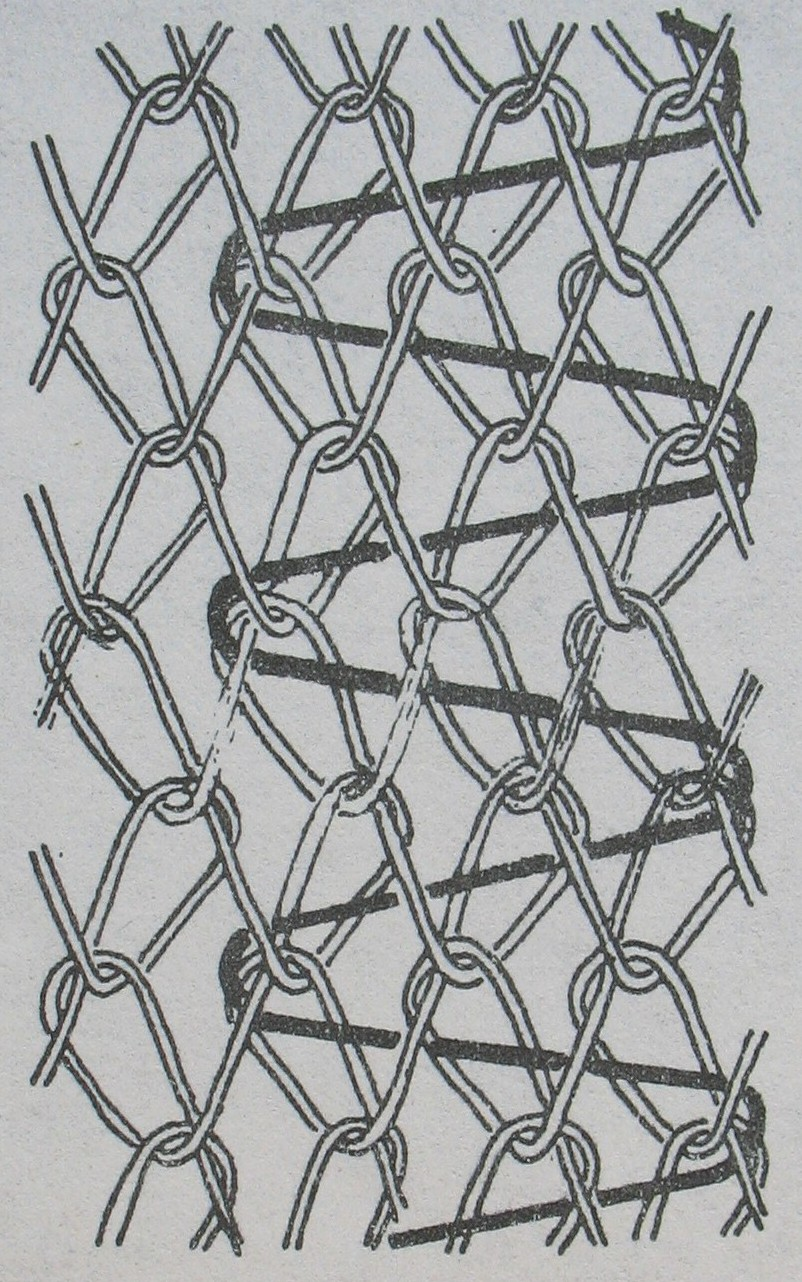
Útková (černě zakreslená) nit v osnovní pletenině

### Útek ve tkaninách
Tkací stroje běžných konstrukcí pracují s jedním zanášecím zařízením – prohozem – na stroj. Jen u speciální strojů (např. na dvojplyše, axminsterské koberce nebo dutinné stuhy) se tvoří dva prošlupy nad sebou.
Způsoby zanášení útku do tkanin jsou popsány v článku Prohoz.

### Útek v pleteninách
Do osnovních pletenin se zanáší útek nejčastěji přes zásobník umístěný po straně pletacího stroje. Odtud se vede svazek nití do napínacího zařízení a do kladecích jehel, s pomocí kterých se niti jednotlivě nebo po skupinách spojují s očky pleteniny.
Do zátažných pletenin na plochých pletacích strojích se útek zanáší do řádku oček s pomocí zvláštního vodiče niti upevněného na pojízdných saních.

### Útek v netkaných textiliích

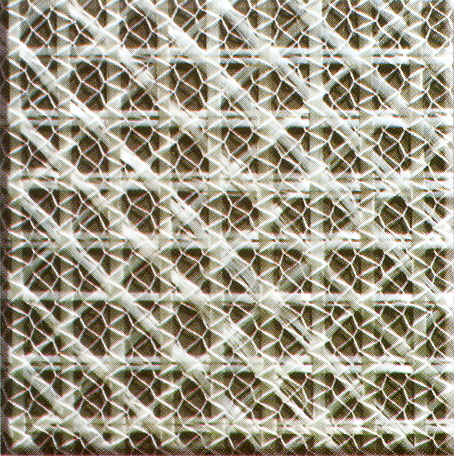
Multiaxiální proplet s útkem kladeným ve třech směrech

Na základní osnovu se kladou příčně v několika směrech útkové niti a spojují se proplétací technikou. Útky jsou vedeny v háčkových jehlách umístěných na transportních řetězech, které mohou pokládat 30 až 90 nití paralelně vedle sebe pod různým úhlem sklonu k základní osnově.